# Драбиньский, Эдвард
Эдвард Клеменс Драбиньский (пол. Edward Klemens Drabiński, 6 июня 1912, Варшава, Царство Польское, Российская империя — 28 октября 1995, Варшава, Польша) — польский футболист, нападающий и полузащитник, тренер.

## Биография
Эдвард Драбиньский родился 6 июня 1912 года в Варшаве.
Занимался футболом в 1927—1933 годах в варшавской «Легии».
Играл на позициях нападающего и полузащитника. В 1933 году дебютировал в главной команде «Легии», выступал в её составе до 1938 года, когда перешёл в «Варшавянку».
В 1939 году прервал футбольную карьеру из-за начала Второй мировой войны. Поздразделение, в котором во время сентябрьской кампании служил унтер-офицер Драбиньский, было пленено Красной Армией в Козельске. После обмена пленными с немецкими войсками попал в лагерь, откуда сбежал. Впоследствии оказался в Великобритании, где готовился в составе десанта польской армии в изгнании. Участвовал в десантной операции под Арнемом, в боях в Нормандии. Был награждён крестом Virtuti militari. Кроме того, здесь Драбиньский возобновил игровую карьеру, выступал за шотландские «Данди Юнайтед» (1943—1945) и «Данфермлин Атлетик» (1945—1946).
В 1947 году вернулся в Польшу и вновь присоединился к «Легии», став единственным футболистом, игравшим в её составе и до, и после Второй мировой войны. Провёл 4 матча, после чего в 1948 году завершил игровую карьеру и в том же году стал тренером «Легии». Работал с командой с 15 февраля по 15 сентября.
В 1950—1951 годах тренировал «ЛКС-Влокняж» из Лодзи, в 1954—1955 годах — «Будовлян» из Ополе, в 1955 году — «Полонию» из Быдгоща. В 1961 году с «Полонией» из Бытома завоевал серебряную медаль чемпионата Польши.
В дальнейшем был наставником гданьской «Лехии» (1962), познанского «Леха» (1963—1964), «Ракува» из Ченстоховы (1964—1965), варшавской «Гвардии» (1966—1967). Выиграл с «Гвардией» турнир во второй лиге и вывел её в элиту польского футбола.
Затем работал с «Павафагом» из Вроцлава, «Стартом» из Лодзи, «Бзурой» из Ходакова, «Пястом» из Гливице (1971—1972).
Работал в тренерском совете Польского футбольного союза.
Умер 28 октября 1995 года в Варшаве.

## Достижения

### В качестве тренера
Полония (Бытом)
- Серебряный призёр чемпионата Польши (1): 1961.